# Stradanje
Stradanje je dolgotrajno premajhno ali povsem odsotno uživanje hrane in je skrajna oblika nedohranjenosti. Telo se zaradi pomanjkanja vitaminov, mineralov, hranil in energije ne more normalno razvijati in opravljati normalnih funkcij. Stradanje čez čas povzroči trajne poškodbe organov in lahko vodi v smrt.
Po podatkih Svetovne zdravstvene organizacije umre za posledicami stradanja vsak dan več kot 25.000 ljudi in več kot 800 milijonov svetovnega prebivalstva je kronično nedohranjenega. Povprečno umre na svetu zaradi stradanja vsakih pet sekund  en otrok.

## Simptomi
Stradanje povzroči izgubo telesne maščobe in mišičja; človeku lastna tkiva se namreč med stradanjem porabljajo za pridobivanje energije in posledično ohranjanje delovanja vitalnih organskih sistemov (živčevje, srce). Katabolni procesi (procesi razgradnje) se pričnejo šele takrat, ko ni nobenega vnosa uporabnih hranil v telo.
Med stradanjem se načeloma pojavi pomanjkanje vitaminov, ki se kaže kot anemija, beriberi, pelagra, skorbut ... Vse te bolezni povzročajo drisko, edeme, izpuščaje in srčno popuščanje. Posameznik je razdražljiv, utrujen, zaspan.

## Učinki

### Fizični
- znižana bazalna presnova
- zavrto izločanje spolnih hormonov
- zmanjšana spolna sla
- amenoreja (izostanek menstruacije) pri ženskah
- zavrta produkcija semena pri moških
- rast puha (lanugo)
- izguba kostne mase
- zaprtje
- motnje spanca
- mišična šibkost
- hipotermija
- izguba mišične mase
- spremembe v dojemanju apetita
- ovirana rast
- smrt

### Vedenjski
- obsedenost s hrano (npr. zbiranje receptov)
- nenavadne prehranjevalne navade
- povečan vnos tekočin
- povečana uporaba začimb
- izguba fiziološkega mehanizma za občutje lakote in sitosti
- manj izrazito okušanje
- občasno prekomerno najedanje

### Zaznavni
- težave s koncentracijo
- nerazsodnost
- apatičnost

### Čustveni in socialni
- depresija
- tesnoba
- menjava razpoloženja
- psihotične epizode
- spremenjena osebnost
- socialno izoliranje

## Zdravljenje
Sestradanost običajno zdravimo s postopnim večanjem dnevnega vnosa hrane do količine, ko ni več nobenih znakov pomanjkanja hranil (dnevni vnos okoli 5000 kalorij).

## Vzroki stradanja
- lakota
- revščina
- bolezni prebavil
- anoreksija (živčno hujšanje)
- bulimija
- nezdravljena sladkorna bolezen
- nameren post
- koma

Katrijn Houben in Remco C. Havermans (2012)  sta na Nizozemskem raziskovala povezav med občutljivostjo na gnus in indeksom telesne mase. V raziskavo so bile vključene ženske z različnimi indeksi telesne teže, od prenizkih do prekomernih. Osebe najprej izpolnile vprašalnik povezan z vprašanji o njihovih prehranjevalnih navad, nato pa so ocenjevale kako močno si želijo visoko kalorično hrano na slikah, ki so jim bile pokazane. Iz rezultatov raziskave je razvidno, da so ženske, ki so pokazale večjo občutljivost na gnus bile v spodnji meji normalnega indeksa telesne mase oziroma podhranjene. Avtorja sta zaključila, da odpor oziroma do hrane pripomore k izogibanju hrani. (glej tudi anoreksija).